# Basketbol'nyj klub UNICS 2014-2015
Questa voce raccoglie le informazioni riguardanti il Basketbol'nyj klub UNICS nelle competizioni ufficiali della stagione 2014-2015.

## Stagione
La stagione 2014-2015 del Basketbol'nyj klub UNICS è la 18ª nel massimo campionato russo di pallacanestro, la VTB United League.

## Roster
Aggiornato al 22 ottobre 2022
| UNICS Kazan' 2014-15 | UNICS Kazan' 2014-15 |
| Giocatori            | Staff tecnico        |
| -------------------- | -------------------- |

| N. | Naz.                                        | Ruolo | Nome               | Anno | Alt.   | Peso   |  |
| -- | ------------------------------------------- | ----- | ------------------ | ---- | ------ | ------ |  |
| 4  | Stati Uniti (bandiera)                      | AP    | James White        | 1982 | 201 cm | 90 kg  |  |
| 5  | Stati Uniti (bandiera)                      | G     | Keith Langford     | 1983 | 193 cm | 90 kg  |  |
| 6  | Grecia (bandiera)                           | P     | Nikos Zīsīs        | 1983 | 197 cm | 94 kg  |  |
| 6  | Russia (bandiera)                           | G     | Dmitrij Nezvankin  | 1993 | 187 cm | 81 kg  |  |
| 7  | Russia (bandiera)                           | GA    | Anton Ponkrašov    | 1986 | 200 cm | 93 kg  |  |
| 10 | Russia (bandiera)                           | G     | Sergej Bykov       | 1983 | 190 cm | 90 kg  |  |
| 11 | Russia (bandiera)                           | AP    | Valerij Lichodej   | 1986 | 204 cm | 100 kg |  |
| 12 | Russia (bandiera)                           | GA    | Vadim Panin        | 1984 | 203 cm | 98 kg  |  |
| 13 | Georgia (bandiera)                          | A     | Vikt'or Sanik'idze | 1986 | 203 cm | 98 kg  |  |
| 15 | Russia (bandiera)                           | AC    | Pëtr Gubanov       | 1987 | 207 cm | 105 kg |  |
| 20 | Russia (bandiera)                           | C     | Dmitrij Sokolov    | 1985 | 214 cm | 115 kg |  |
| 21 | Grecia (bandiera)                           | AG    | Kōstas Kaimakoglou | 1983 | 206 cm | 113 kg |  |
| 22 | Russia (bandiera)                           | A     | Pavel Antipov      | 1991 | 202 cm | 100 kg |  |
| 24 | Lettonia (bandiera)                         | AG    | Rolands Freimanis  | 1988 | 208 cm | 108 kg |  |
| 33 | Russia (bandiera)                           | GA    | Ruslan Chabirov    | 1991 | 192 cm | 89 kg  |  |
| 40 | Stati Uniti (bandiera) · Israele (bandiera) | C     | D'or Fischer       | 1981 | 211 cm | 109 kg |  |
| 55 | Stati Uniti (bandiera)                      | PG    | Curtis Jerrells    | 1987 | 185 cm | 85 kg  |  |

| Allenatore                                                                     |
| - Argyrīs Pedoulakīs (fino al 17 novembre) - Evgenij Pašutin (dal 19 novembre) |
| Assistente/i                                                                   |
| - Giōrgos Vovoras Legenda - (C) Capitano - (IN) Inattivo - Infortunato         |

## Mercato

### Sessione estiva
| Acquisti | Acquisti           | Acquisti         | Acquisti   | Acquisti |
| R.a      | Nome               | da               | Modalità   |          |
| -------- | ------------------ | ---------------- | ---------- | -------- |
| G        | Keith Langford     | Olimpia Milano   | definitivo |          |
| AP       | James White        | Pall. Reggiana   | definitivo |          |
| PG       | Curtis Jerrells    | Olimpia Milano   | definitivo |          |
| AP       | Valerij Lichodej   | Lokomotiv Kuban' | definitivo |          |
| AC       | Pëtr Gubanov       | Nižnij Novgorod  | definitivo |          |
| AG       | Vikt'or Sanik'idze | Saragozza        | definitivo |          |
| C        | D'or Fischer       | Bamberger        | definitivo |          |
| GA       | Vadim Panin        | Nižnij Novgorod  | definitivo |          |

| Cessioni | Cessioni             | Cessioni           | Cessioni       | Cessioni |
| R.       | Nome                 | a                  | Modalità       |          |
| -------- | -------------------- | ------------------ | -------------- | -------- |
| G        | Evgenij Kolesnikov   | Enisey Krasnojarsk | fine contratto |          |
| AP       | Chuck Eidson         |                    | ritirato       |          |
| AG       | Luke Harangody       | Valencia           | definitivo     |          |
| P        | Tywain McKee         | EWE Oldenburg      | fine contratto |          |
| G        | Andrew Goudelock     | Fenerbahçe         | fine contratto |          |
| A        | Nikita Kurbanov      | Lokomotiv Kuban'   | fine contratto |          |
| AC       | Uladzimir Verameenka | Saragozza          | fine contratto |          |
| AG       | Maksim Šeleketo      | Chimki             | fine contratto |          |
| P        | Pavel Sergeev        | Enisey Krasnojarsk | fine contratto |          |
| C        | Ian Vougioukas       | Galatasaray        | fine contratto |          |

### Dopo l'inizio della stagione
| Acquisti | Acquisti          | Acquisti         | Acquisti         | Acquisti   |
| R.       | Nome              | da               | Data             | Modalità   |
| -------- | ----------------- | ---------------- | ---------------- | ---------- |
| GA       | Anton Ponkrašov   | Krasnyj Oktjabr' | 31 dicembre 2014 | definitivo |
| AC       | Rolands Freimanis | Kalev/Cramo      | 23 gennaio 2015  | definitivo |

| Cessioni | Cessioni    | Cessioni   | Cessioni         | Cessioni    |
| R.       | Nome        | a          | Data             | Modalità    |
| -------- | ----------- | ---------- | ---------------- | ----------- |
| P        | Nikos Zīsīs | Fenerbahçe | 29 dicembre 2014 | rescissione |